# 92 km (rejon czudowski)
92 km (ros. 92 км) – przystanek kolejowy w miejscowości Piertieczno, w rejonie czudowskim, w obwodzie nowogrodzkim, w Rosji. Położony jest na linii Wołchow – Czudowo.